# شانكار
شانكار هو مخرج وممثل هندي، ولد في 22 يونيو 1960 في الهند.

## وصلات خارجية
- شانكار على موقع IMDb (الإنجليزية)
- شانكار على موقع قاعدة بيانات الفيلم (الإنجليزية)
- شانكار على موقع كينوبويسك (الروسية)